# چو هیو-سیم
چو هیو-سیم (انگلیسی: Choe Hyo-sim؛ زادهٔ ۵ دسامبر ۱۹۹۳) وزنه‌بردار زن اهل کره شمالی است.
وی در مسابقات کشوری و بین‌المللی در مجموع برندهٔ ۲ مدال نقره شده‌است.